# Lythrypnus rhizophora
Lythrypnus rhizophora es una especie de peces de la familia de los Gobiidae en el orden de los Perciformes.

## Morfología
Los machos pueden llegar a alcanzar los 3,4 cm de longitud total.

## Distribución geográfica
Se encuentran en las Islas Galápagos  la  Isla Cocos (Costa Rica ).

## Observaciones
Es inofensivo para los humanos.